# František Tomášek
František Tomášek (30. června 1899 Studénka – 4. srpna 1992 Praha) byl český římskokatolický duchovní, pedagog a teolog, apoštolský administrátor pražské arcidiecéze (1965–1977) a 34. arcibiskup pražský a primas český (1977–1991).
František Tomášek působil dlouhou dobu v katolickém školství, zejména jako katecheta a školní inspektor. Oblast výuky a výchovy jej nepřestala zajímat po celý život; napsal a vydal řadu učebnic a populárně-naučných knih na toto téma. V roce 1949 byl tajně vysvěcen na biskupa a stal se součástí podzemní církve. V roce 1951 byl zatčen a poté bez soudu poslán na nucené práce. Po propuštění působil jako administrátor Moravské Huzové (1954–1965).
Byl výrazným účastníkem Druhého vatikánského koncilu a ještě před jeho ukončením se stal administrátorem pražské arcidiecéze. Na tomto postu čím dál rázněji vystupoval proti pronásledování katolické církve a kritizoval komunistický útlak. Pavel VI. jej jmenoval kardinálem a arcibiskupem pražským.
Jako arcibiskup a kardinál se stále více vzpíral komunistickým zásahům do života církve, spoluinicioval hnutí Dílo koncilové obnovy i vznik programu Desetiletí duchovní obnovy a zasadil se o svatořečení Anežky České. V listopadu 1989, kdy se svatořečení uskutečnilo, podpořil sametovou revoluci a přispěl ke svržení komunistického režimu. Podílel se na přípravě první návštěvy papeže Jana Pavla II. v Československu (1990) a ještě před jejím uskutečněním oznámil svoji rezignaci na arcibiskupský stolec z důvodu vysokého věku a špatného zdraví. Svatého Otce však při jeho návštěvě doprovázel nejen v Praze, ale i na Velehrad. Zemřel v létě 1992 ve věku 93 let.

## Mládí

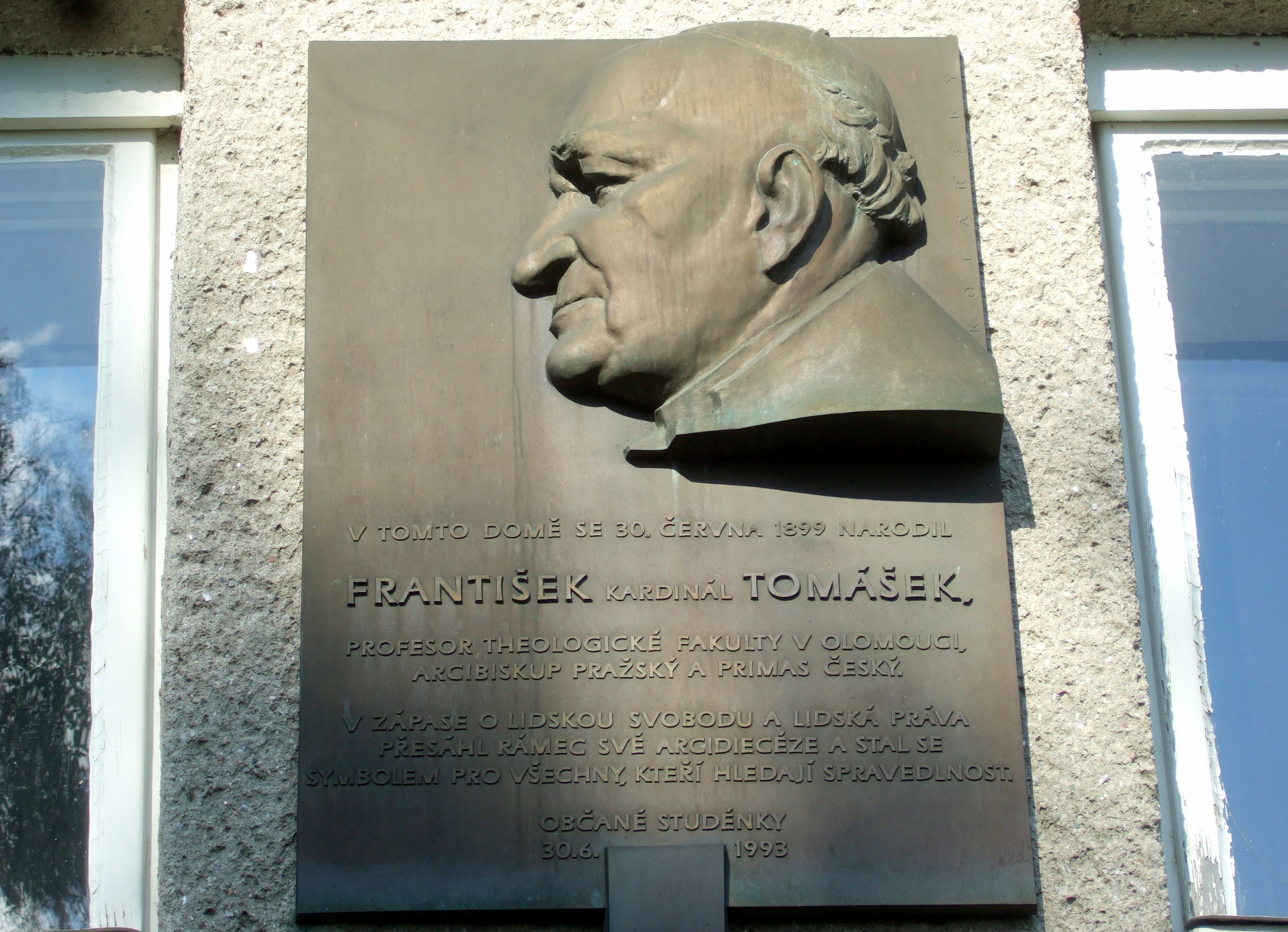
Pamětní deska na rodném domě kardinála Tomáška

František Tomášek se narodil ve Studénce (okres Nový Jičín) jako druhý nejstarší syn místního nadučitele a varhaníka Františka Tomáška a jeho manželky Zdenky (rozené Vavrečkové, která se dožila 97 let). Měl celkem pět sourozenců, tři bratry a dvě sestry. V šesti letech se stal polovičním sirotkem – otec mu zemřel 9. února 1906.
V roce 1918 odmaturoval na Slovanském gymnáziu v Olomouci a po krátkém pobytu u armády (ještě před odchodem na frontu onemocněl tuberkulózou a byl propuštěn jako invalida) vstoupil do kněžského semináře. Dne 5. července 1922 jej jeho velký vzor olomoucký arcibiskup Antonín Cyril Stojan vysvětil na kněze.

## Kněžské působení
V letech 1927–1934 působil jako katecheta na Olomoucku. V roce 1934 se stal asistentem katechetiky a pedagogiky na Cyrilometodějské teologické fakultě v Olomouci. V letech 1940–1945 zastával místo učitele na Arcidiecézním bohosloveckém učilišti v Olomouci a zároveň post inspektora vyučování náboženství v okresech olomoucké arcidiecéze. Poté opět působil na Cyrilometodějské bohoslovecké fakultě, v roce 1946 se stal docentem a v roce 1947 profesorem katechetiky a pedagogiky.

## Biskup
Dne 14. října 1949 jej olomoucký arcibiskup Josef Matocha tajně vysvětil na biskupa. Stal se titulárním biskupem butským a tajným světícím biskupem olomouckým. Jako biskupské heslo si zvolil: Laxabo rete (česky: Spustím sítě; Lukáš 5,5).
Dne 23. července 1951 byl František Tomášek zatčen a uvězněn v koncentračním táboře pro kněze v Želivi. Často byl posílán na nucené práce do kamenolomu. Propuštěn byl 28. května 1954 (nikdy nestál před soudem). Následně mu bylo povoleno působit jako administrátor farnosti Moravská Huzová (1954–1965).
Byl jediným z českých biskupů, který se zúčastnil všech čtyř zasedání Druhého vatikánského koncilu, kam mu komunistický režim jakožto určité gesto dovolil odcestovat.  Velký úspěch sklidila jeho vystoupení týkající se ekumenismu a podpory rodinného života, delegace ruské pravoslavné církve mu za jeho přístup k ekumenismu udělila pamětní medaili. Ještě před ukončením koncilu – v březnu 1965 – byl František Tomášek po složitých jednáních mezi římskokatolickou církví a ČSSR jmenován apoštolským administrátorem pražské arcidiecéze, jejíž řádný správce arcibiskup Josef kardinál Beran, primas český, byl vládou ČSSR po dlouhé nezákonné internaci přinucen k odchodu do exilu. Kvůli svým tehdejším postojům byl František Tomášek až do roku 1977 jen apoštolským administrátorem pražské arcidiecéze a světícím biskupem pražským.

## Správce pražské arcidiecéze
Dne 20. března 1968 vydal prohlášení, ve kterém výslovně upozornil na pronásledování církve v předchozím období komunismu, vyjádřil naději, že toto období končí, a vznesl požadavek, aby byla v zemi obnovena možnost svobodného působení církve. Zároveň vystoupil proti Mírovému hnutí katolického duchovenstva (kterého byl ještě jako farář nedobrovolným členem). Stal se též členem Společnosti pro lidská práva a spoluzakládal hnutí Dílo koncilové obnovy. Během jednání se státem se mu podařilo docílit toho, že se většina biskupů mohla znovu ujmout svých úřadů (Josef Hlouch, Štěpán Trochta), a dalších ústupků státu. Sám se stal světícím biskupem pražským. Po katedrálních mších v průběhu liturgického roku, navštěvovaných několika tisíci věřících, zavedl krom homilie ještě pravidelnou závěrečnou promluvu z balkonu Arcibiskupského paláce k shromážděným věřícím na Hradčanském náměstí, odměněnou jejich potleskem. Tuto tradici udržoval až do uzavření katedrály v roce 1986.
Po srpnové invazi vojsk Varšavské smlouvy vydal 1. září prohlášení, v němž vyzval obyvatelstvo ke klidu a zároveň vyjádřil podporu legálním představitelům Československa. Během následujícího období normalizace zpočátku zastával opatrné názory, např. nepodpořil Chartu 77, později se stále častěji a ostřeji vyslovoval proti režimu i jeho konkrétním krokům a stal se jedním ze symbolů protikomunistického odporu. V té době získal řadu příznivců zejména mezi studenty a absolventy pražských vysokých škol a jeho hojně navštěvovaná kázání ve svatovítské katedrále byla zážitkem. (Jeho dobrovolní zvoníci – studenti a absolventi pražských vysokých škol – zajišťovali též nezbytnou zvukovou kulisu státem povolených církevních svátků všemi dodnes ručně ovládanými svatovítskými zvony.)
V roce 1973 byli po jednání mezi Svatým stolcem (zastupovaným Agostinem Casarolim) a komunistickou vládou  vysvěceni čtyři noví biskupové. Nejproblematičtější z nich Josef Vrana byl v mnoha ohledech spíše loutkou v rukou vlády než biskupem (proto byl také jmenován jen jako apoštolský administrátor olomoucké arcidiecéze, nikoliv arcibiskupem – obdobně jako původně František Tomášek, který byl v době svého jmenování též považován za dosti povolného[zdroj⁠?!]) a byl uveden jako spolupracovník StB v Cibulkových seznamech. V tomto roce organizoval zejména v katedrále sv. Víta, Václava a Vojtěcha na Pražském hradě velkolepé oslavy tisícího výročí založení pražského biskupství (973) spolu s litoměřickým biskupem Štěpánem kardinálem Trochtou za účasti desítek tisíc věřících. (Na slavnostních mších byly vystavovány ostatky českých světců, zejména sv. Václava, sv. Ludmily a sv. Vojtěcha, pro kardinála Trochtu byl využíván monumentální barokní arcibiskupský trůn, umístěný poblíž kazatelny v levé části chóru katedrály.)
V následujícím roce 1974 světská moc v pronásledování katolické církve přitvrdila, což se projevilo tragickým úmrtím Štěpána kardinála Trochty (po jeho výslechu církevním tajemníkem), jemuž kardinál Tomášek organizoval poslední rozloučení v Litoměřicích, přes odpor tehdy vládnoucí strany. Na pohřbu 16. dubna 1974 v Litoměřicích přes zákaz promluvil i arcibiskup krakovský, pozdější papež sv. Jan Pavel II.
František Tomášek i poté pokračoval ve velkolepých mších a kázáních pro tisíce věřících i veřejnost během liturgického roku 1975 až 1977 v katedrále sv. Víta, Václava a Vojtěcha a také bazilice sv. Jiří (mše k uctění památky svaté Ludmily, babičky sv. Václava). Činnost však byla komunisty pečlivě sledována, i klíče od sakristie a hlavní věže pro zvonění bylo nutné před mší vyzvedávat na „policejní správě“, sídlící vedle katedrály v historických prostorách starého proboštství na III. hradním nádvoří. Příslušníci v uniformách vysokých hodností někdy i Tomáškovy zvoníky během akce (čtvrthodinového zvonění na začátku mše) nenápadně vyslýchali, ale zvonit nepomohli.
V roce 1977 odmítl podepsat Chartu 77, aniž by ji však odsoudil. Později to zdůvodnil tak, že v jejích řadách bylo příliš mnoho exkomunistů, které znal z dřívějška a kteří podle něj nebyli o nic lepší než tehdejší vedení státu. (Kardinálovi dobrovolní svatovítští zvoníci však opisy Prohlášení Charty 77 šířili, protože akcentovala náboženskou svobodu.) Tento jeho postoj se setkal se smíšenými odezvami. Kardinál jej nakonec změnil a počátkem 80. let již Chartu 77 podporoval.

## Kardinál a arcibiskup

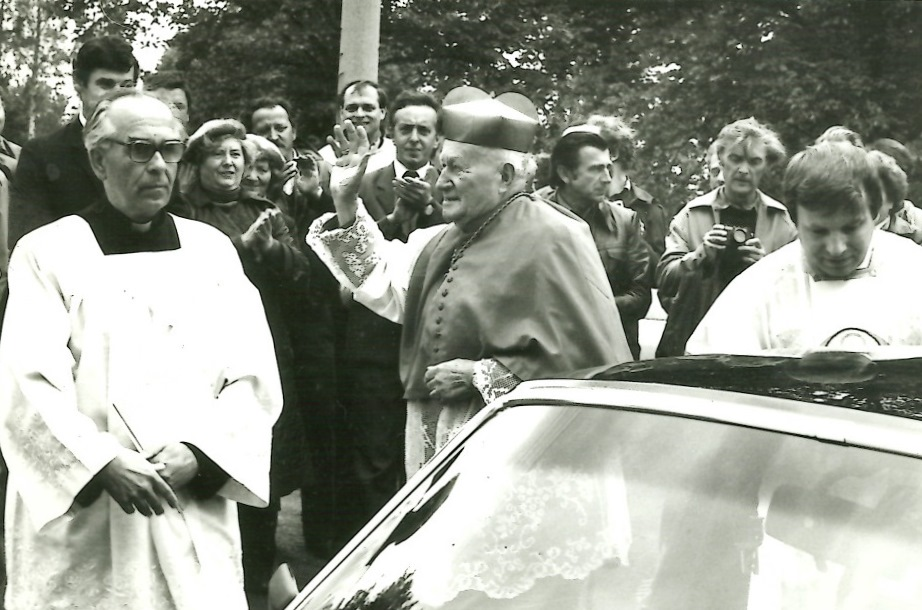
Kardinál František Tomášek v 80. letech 20. století

Znak kardinála Františka Tomáška

Dne 24. května 1976 Pavel VI. jmenoval Františka Tomáška kardinálem in pectore a 27. června 1977 toto jmenování veřejně vyhlásil (Titulus S. Vitalis). Dne 30. prosince 1977 pak papež Tomáška jmenoval 34. arcibiskupem pražským a primasem českým. V roce 1978 se zúčastnil volby papežů Jana Pavla I. a Jana Pavla II.
V březnu 1982 došlo k definitivnímu vyostření střetů s komunistickou vládou, když kardinál rázně vystoupil na obhajobu dokumentu Quidam episcopi, kterým vatikánská Kongregace pro klérus zakázala hnutí Pacem in terris, které kolaborovalo s komunisty. Jelikož vládou prosazovaní kněží ovládali Katolické noviny a odmítli kardinálovi poslušnost, odebral jim 1. listopadu 1982 církevní schválení. Další ostrý střet mezi vládou a církví vyvolaly oslavy 1100. výročí úmrtí sv. Metoděje (9. duben 1985) a následná pouť na Velehradě (7. červenec 1985). Tomášek na tuto akci pozval papeže Jana Pavla II., přičemž k pozvání se formou petice přidalo 22 000 věřících. Ministr kultury Milan Klusák obratem sdělil Tomáškovi, že návštěva papeže v ČSSR je nežádoucí a nepřichází v úvahu. Organizátoři a signatáři petice byli různě perzekvováni. Ústřední výbor Komunistické strany Československa pak přijal soubor opatření k narušování příprav a průběhu svatometodějských oslav. Další odvetou státní moci byla neprodleně zahájena generální oprava pražské svatovítské katedrály (začala neprodleným odstraněním barokního arcibiskupského křesla z katedrály, které se sem již nevrátilo, demontáží Bílkova oltáře s vyříznutím jména donátora T. G. Masaryka z obou stran oltářní mensy, zmenšeno bylo i dodnes zachované jméno prvního československého prezidenta z časů Svatováclavského milénia nad klenbou Triumfálního oblouku vpravo) s jejím úplným uzavřením, pro veřejnost i pro církevní obřady a přidělené náhradní prostory v kostele Všech svatých u Vladislavského sálu zdaleka nepostačovaly zájmu veřejnosti (na tři roky utichly též zvony svatovítské včetně zvonu Zikmund). Přední disident Václav Benda v roce 1988 napsal, že „Tomáškova autorita v katolickém lidu celého Československa je dnes obrovská a nezpochybnitelná.“
V roce 1987 vydal kardinál Tomášek oběžník, kterým oznámil zahájení programu Desetiletí duchovní obnovy – duchovní přípravy na svatovojtěšské milénium. 1. ledna se postavil za petici Augustina Navrátila Podněty katolíků k řešení situace věřících občanů v Československu, která požadovala obnovení demokratických a náboženských svobod a která poté získala přes půl miliónu podpisů. V době, kdy byla katedrála pro veřejnost a bohoslužby ještě uzavřena, 23. 4. 1988 (symbolicky v den svátku Svatého Vojtěcha) napsal dopis premiérovi Lubomíru Štrougalovi, ve kterém mu připomínal perzekuci, které byla církev v éře komunismu vystavována, a požadoval odluku církve od státu. Štrougalův náměstek Matej Lúčan dopis ostře odsoudil jako „zneužití zájmů věřících a církví k politickým cílům“.
Během kardinálova pobytu ve Vatikánu v souvislosti s jeho účastí na svatořečení Anežky České vypukla v Československu sametová revoluce. V Praze sloužil poté kardinál slavnostní mši ke svatořečení sv. Anežky v katedrále před obrazem přivezeným z Říma. Přes 50 000 poutníků se nevešlo do zcela zaplněné katedrály a sledovali televizní přenos na hradních nádvořích. V kázáních tam kardinál mimo jiné prohlásil: „Stojím na straně národa!“ Na svátek Krista Krále 21. listopadu 1989 vydal v Praze kardinál Tomášek prohlášení „Všemu lidu Československa“, kterým podpořil revoluci a demokratické změny v Československu. V roce 1990 přijal kardinál Tomášek čestné členství, které mu nabídlo Masarykovo demokratické hnutí. Byl nositelem církevního velkokříže za zásluhy Vojenského a špitálního řádu sv. Lazara Jeruzalémského.

## Polistopadové období
Během následujících dvou let vedl církev v období, kdy končilo její pronásledování a její podzemní část vycházela na veřejnost. V roce 1990 se splnil jeho sen, když přivítal a doprovázel papeže Jana Pavla II. na jeho první oficiální návštěvě Československa, rovněž i na Velehrad. Téhož roku obdržel čestný doktorát pedagogických věd Univerzity Karlovy. Jelikož už nemusel mít obavy, kdo ho nahradí (doba, kdy se stát vměšoval do jmenování biskupů a arcibiskupů, pominula), požádal kardinál Tomášek o zproštění z úřadu pro vysoký věk. 26. března 1991 mu bylo vyhověno a jeho nástupcem byl jmenován Miloslav Vlk (formálně převzal správu diecéze 1. června 1991). V létě 1992 byl kardinál Tomášek hospitalizován. Zemřel 4. srpna 1992. O 8 dnů později byl pohřben ve svatovítské katedrále (v přímém televizním přenosu).

## Biskupská genealogie
Následující tabulka obsahuje genealogický strom, který ukazuje vztah mezi svěcencem a světitelem – pro každého biskupa na seznamu je předchůdcem jeho světitel, zatímco následovníkem je biskup, kterého vysvětil. Rekonstrukcím a vyhledáním původu v rodové linii ze zabývá historiografická disciplína biskupská genealogie.
1. kardinál Scipione Rebiba
2. kardinál Giulio Antonio Santorio
3. kardinál Girolamo Bernerio, OP
4. arcibiskup Galeazzo Sanvitale
5. kardinál Ludovico Ludovisi
6. kardinál Luigi Caetani
7. kardinál Ulderico Carpegna
8. kardinál Paluzzo Paluzzi Altieri Degli Albertoni
9. papež Benedikt XIII.
10. papež Benedikt XIV.
11. papež Klement XIII.
12. kardinál Marcantonio Colonna
13. kardinál Giacinto Sigismondo Gerdil, B
14. kardinál Giulio Maria della Somaglia
15. kardinál Carlo Odescalchi, SJ
16. kardinál Costantino Patrizi Naro
17. kardinál Lucido Maria Parocchi
18. papež Pius X.
19. papež Benedikt XV.
20. papež Pius XII.
21. arcibiskup Saverio Ritter
22. arcibiskup Josef Beran
23. arcibiskup Josef Karel Matocha
24. František Tomášek

## Publikační činnost
Krom následujících položek napsal řadu článků a podílel se na řadě dalších publikací.

### Zvukové záznamy
- 100 let – vzpomínky kardinála Tomáška (s Miloslavem Vlkem a kol.)